# Xie Limei
Xie Limei (谢荔梅T, 謝荔梅S, Xiè LìméiP; Zhangzhou, 27 giugno 1986) è un'ex triplista cinese, ha preso parte a due edizioni dei Giochi olimpici a Pechino 2008 e a Londra 2012.

## Palmarès
| Anno | Manifestazione             | Sede     | Evento       | Risultato | Prestazione | Note |
| ---- | -------------------------- | -------- | ------------ | --------- | ----------- | ---- |
| 2004 | Campionati asiatici indoor | Teheran  | Salto triplo | Oro       | 13,39 m     |      |
| 2004 | Mondiali juniores          | Grosseto | Salto triplo | Argento   | 13,77 m     |      |
| 2005 | Campionati asiatici        | Incheon  | Salto triplo | Oro       | 14,38 m     |      |
| 2005 | Giochi dell'Asia orientale | Macao    | Salto triplo | Argento   | 13,65 m     |      |
| 2006 | Mondiali indoor            | Mosca    | Salto triplo | 14ª (q)   | 13,75 m     |      |
| 2006 | Giochi asiatici            | Doha     | Salto triplo | Oro       | 14,37 m     |      |
| 2007 | Mondiali                   | Osaka    | Salto triplo | 6ª        | 14,50 m     |      |
| 2008 | Mondiali indoor            | Valencia | Salto triplo | 7ª        | 14,13 m     |      |
| 2008 | Giochi olimpici            | Pechino  | Salto triplo | 10ª       | 14,09 m     |      |
| 2009 | Mondiali                   | Berlino  | Salto triplo | 7ª        | 14,16 m     |      |
| 2010 | Mondiali indoor            | Doha     | Salto triplo | 6ª        | 14,03 m     |      |
| 2010 | Giochi asiatici            | Canton   | Salto triplo | Argento   | 14,18 m     |      |
| 2011 | Campionati asiatici        | Kōbe     | Salto triplo | Oro       | 14,54 m     |      |
| 2011 | Mondiali                   | Taegu    | Salto triplo | 25ª (q)   | 13,75 m     |      |
| 2012 | Campionati asiatici indoor | Hangzhou | Salto triplo | Oro       | 14,06 m     |      |
| 2012 | Mondiali indoor            | Istanbul | Salto triplo | 23ª (q)   | 13,54 m     |      |
| 2012 | Giochi olimpici            | Londra   | Salto triplo | 22ª (q)   | 13,69 m     |      |

## Altre competizioni internazionali
2010
- 4ª in Coppa continentale ( Spalato), salto triplo - 14,35 m